# Kristina Digman
Kristina Digman född 1959 i Göteborg, är en svensk författare och illustratör av böcker för barn och ungdomar. 
Kristina Digman har varit ledamot i Svenska Barnboksakademin på stol nummer 3 mellan år 2011 och 2012. Digman är representerad vid bland annat Hallands konstmuseum.

## Priser och utmärkelser
- Elsa Beskow-plaketten 2005[2]
- Slangbellan 2008
- Hallands författarsällskaps stipendium 2009
- Ottilia Adelborgpriset 2012